# Abreschviller
Abreschviller (fràncic lorenès Elwechwiller) és un municipi francès situat al departament del Mosel·la i a la regió del Gran Est. L'any 2007 tenia 1.486 habitants.

## Demografia

### Població
El 2007 la població de fet d'Abreschviller era de 1.486 persones. Hi havia 562 famílies, de les quals 172 eren unipersonals (56 homes vivint sols i 116 dones vivint soles), 193 parelles sense fills, 169 parelles amb fills i 28 famílies monoparentals amb fills.
La població ha evolucionat segons el següent gràfic:
Habitants censats

### Habitatges
El 2007 hi havia 735 habitatges, 571 eren l'habitatge principal de la família, 92 eren segones residències i 73 estaven desocupats. 570 eren cases i 165 eren apartaments. Dels 571 habitatges principals, 400 estaven ocupats pels seus propietaris, 147 estaven llogats i ocupats pels llogaters i 24 estaven cedits a títol gratuït; 7 tenien una cambra, 33 en tenien dues, 80 en tenien tres, 129 en tenien quatre i 321 en tenien cinc o més. 429 habitatges disposaven pel capbaix d'una plaça de pàrquing. A 267 habitatges hi havia un automòbil i a 227 n'hi havia dos o més.

### Piràmide de població
La piràmide de població per edats i sexe el 2009 era:
| Homes | Edats   | Dones |
| ----- | ------- | ----- |
| 0     | 95 o +  | 0     |
| 0     | 90 a 94 | 20    |
| 12    | 85 a 89 | 16    |
| 12    | 80 a 84 | 44    |
| 28    | 75 a 79 | 44    |
| 12    | 70 a 74 | 36    |
| 28    | 65 a 69 | 32    |
| 32    | 60 a 64 | 48    |
| 36    | 55 a 59 | 44    |
| 60    | 50 a 54 | 52    |
| 40    | 45 a 49 | 32    |
| 60    | 40 a 44 | 40    |
| 40    | 35 a 39 | 52    |
| 56    | 30 a 34 | 36    |
| 44    | 25 a 29 | 32    |
| 16    | 20 a 24 | 12    |
| 28    | 15 a 19 | 36    |
| 56    | 10 a 14 | 28    |
| 48    | 5 a 9   | 20    |
| 12    | 0 a 4   | 12    |

## Economia
El 2007 la població en edat de treballar era de 876 persones, 633 eren actives i 243 eren inactives. De les 633 persones actives 585 estaven ocupades (335 homes i 250 dones) i 48 estaven aturades (21 homes i 27 dones). De les 243 persones inactives 107 estaven jubilades, 58 estaven estudiant i 78 estaven classificades com a «altres inactius».

### Ingressos
El 2009 a Abreschviller hi havia 577 unitats fiscals que integraven 1.368 persones, la mediana anual d'ingressos fiscals per persona era de 17.892,5 €.

### Activitats econòmiques
Dels 49 establiments que hi havia el 2007, 2 eren d'empreses extractives, 2 d'empreses alimentàries, 6 d'empreses de fabricació d'altres productes industrials, 9 d'empreses de construcció, 10 d'empreses de comerç i reparació d'automòbils, 2 d'empreses de transport, 3 d'empreses d'hostatgeria i restauració, 1 d'una empresa financera, 2 d'empreses immobiliàries, 4 d'empreses de serveis, 4 d'entitats de l'administració pública i 4 d'empreses classificades com a «altres activitats de serveis».
Dels 16 establiments de servei als particulars que hi havia el 2009, 1 era una oficina de correu, 1 una oficina bancària, 1 funerària, 1 taller de reparació d'automòbils i de material agrícola, 2 guixaires pintors, 2 fusteries, 2 lampisteries, 2 electricistes, 1 empresa de construcció, 2 perruqueries i 1 restaurant.
Dels 6 establiments comercials que hi havia el 2009, 2 eren botiges de menys de 120 m², 1 una botiga de menys de 120 m², 2 carnisseries i 1 una botiga de material de revestiment de parets i terra.
L'any 2000 a Abreschviller hi havia 18 explotacions agrícoles que ocupaven un total de 252 hectàrees.

## Equipaments sanitaris i escolars
El 2009 hi havia 1 hospital de tractaments de mitja durada (seguiment i rehabilitació), 1 farmàcia i 1 ambulància.
El 2009 hi havia 1 escola maternal i 1 escola elemental.

## Poblacions més properes
El següent diagrama mostra les poblacions més properes.